# Liparis bernieri
Liparis bernieri är en orkidéart som beskrevs av Charles Frappier och Eugène Jacob de Cordemoy. Liparis bernieri ingår i släktet gulyxnen, och familjen orkidéer. Inga underarter finns listade i Catalogue of Life.